# Beni Zid
Beni Zid è un comune dell'Algeria, situato nella provincia di Skikda.